# Udea saxifragae
Udea saxifragae is een vlinder uit de familie van de grasmotten (Crambidae), uit de onderfamilie van de Spilomelinae. De wetenschappelijke naam van deze soort is voor het eerst voorgesteld als Phlyctaenia saxifragae door James Halliday McDunnough in een publicatie uit 1935.
De soort komt voor in Canada.